# Весёлые картинки
«Весёлые картинки» — одинадцятий студійний альбом гурту «Ляпис Трубецкой», викладений 9 березня 2011 року в мережі інтернет самими учасниками гурту.

## Вихід у світ
Вихід його анонсували на 11 березня 2011 року. Було заявлено, що в роботі над новим альбомом крім учасників гурту було задіяно багато запрошених музикантів.
Вже з 10 лютого гурт «Ляпис Трубецкой» розпочав тур на підтримку альбому, в рамках якого музиканти виступлять в Україні, Білорусі, Росії та Польщі.

9 березня учасники гурту виклали альбом для вільного завантаження в мережі інтернет за принципом "завантаж і заплати скільки вважаєш за потрібне". Найближчими днями відбувся вихід альбому на CD.

## Список композицій
1. Интро (1:05)
2. Зевс (3:22)
3. Африка (3:56)
4. Нафта (2:57)
5. Я верю (3:06)
6. Принцесса (2:36)
7. Шут (3:23)
8. Зоопарк (2:38)
9. Грай (4:10)
10. Священный огонь (2:12)
11. Космонавты (3:17)
12. Дикий койот (3:55)